# Timon Schippmann
Timon Schippmann (* 6. September 1995 in Stuttgart) ist ein deutscher Volleyballspieler.

## Karriere
Schippmann begann seine Karriere als 13-Jähriger bei TSV Georgii-Allianz Stuttgart. In der Saison 2013/14 spielte er bei den Volley YoungStars, der Nachwuchsmannschaft des VfB Friedrichshafen. Von dort wechselte er zum Nachwuchsprojekt VC Olympia Berlin. Er spielte auch in der deutschen Junioren-Nationalmannschaft. In den Playoffs der Bundesliga-Saison 2014/15 war der Außenangreifer beim TV Rottenburg aktiv. Danach ging er zum Ligakonkurrenten VSG Coburg/Grub. Nach dem Abstieg der insolventen Coburger wechselte Schippmann zum Zweitligisten Oshino Volleys Eltmann, mit dem er in der Saison 2016/17 den ersten Platz in der Liga belegte. Im Dezember 2017 kehrte er zurück nach Rottenburg. In der Bundesliga-Saison 2017/18 kam der Verein nicht über den vorletzten Tabellenplatz hinaus. 2019 wechselte Schippmann zum Ligakonkurrenten Helios Grizzlys Giesen. Seit 2023 spielt er nach einem Auslandsjahr in Schweden bei Hylte/Halmstad VBK wieder in Rottenburg.
Schippmann spielte unter anderem mit Steffen Haußmann einige Nachwuchsturniere im Beachvolleyball.